# Paredón Ejido
Paredón Ejido är en ort och ejido i Mexiko, tillhörande kommunen Almoloya de Juárez i den västra delen av delstaten Mexiko, i den centrala delen av landet. Orten hade 800 invånare vid folkräkningen 2010.